# Irileka iridescens
Irileka iridescens är en spindelart som beskrevs av Hirst 1998. Irileka iridescens ingår i släktet Irileka och familjen jättekrabbspindlar.
Artens utbredningsområde är Western Australia. Inga underarter finns listade i Catalogue of Life.